# جوليان داربي
جوليان داربي (بالإنجليزية: Julian Darby)‏ هو لاعب كرة قدم بريطاني، ولد في 3 أكتوبر 1967 في فارنورث في المملكة المتحدة. لعب مع بريستون نورث إيند وبولتون واندررز وكوفنتري سيتي ونادي روذرهام يونايتد ونادي كارلايل يونايتد ووست بروميتش ألبيون.